# Молодіжний чемпіонат Європи з футболу 2017
Чемпіонат Європи з футболу 2017 серед молодіжних команд — міжнародний футбольний турнір під егідою УЄФА серед молодіжних збірних команд країн зони УЄФА. Пройшов у Польщі з 16 по 30 червня 2017 року. 
Переможцем турніру вдруге в історії стала молодіжна збірна команда Німеччини, яка у фіналі перемогла молодіжну збірну Іспанії 1:0.

## Формат
У відбірному турнірі беруть участь представники всіх асоціацій-членів УЄФА. Спочатку вони змагаються на груповому етапі, після чого переможці груп напряму виходять до фінальної частини, а чотири найкращі збірні, що посіли другі місця, сперечаються в матчах плей-оф за дві путівки до фіналу. Господарі вирішального раунду отримують там місце автоматично.
У рамках фінального турніру учасники розбиваються на три групи, переможці з котрих виходять до півфіналу, а також найкраща збірна серед тих, що посіли другі місця. Якщо турнір проводиться напередодні літніх Олімпійських ігор, то він одночасно вважається їх кваліфікацією.

## Регламент
Регламент чемпіонату Європи серед молоді до 21 року був розроблений адміністрацією УЄФА, потім погоджений з Комітетом національних збірних, а далі переданий на затвердження Виконавчого комітету УЄФА.
У молодіжному чемпіонаті Європи-2017 можуть брати участь гравці, народжені після 1 січня 1994 року включно.
Також збільшена кількість збірних, що беруть участь у чемпіонаті з восьми до дванадцяти.

## Учасники
| Збірна             | Попередні турніри                                                                                               |
| ------------------ | --- |
| Польща             | 5 (1982, 1984, 1986, 1992, 1994)                                                                                |
| Чехія              | 12 (19782, 19802, 19882, 19902, 19922, 19942, 1996, 2000, 2002, 2007, 2011, 2015)                               |
| Італія             | 18 (1978, 1980, 1982, 1984, 1986, 1988, 1990, 1992, 1994, 1996, 2000, 2002, 2004, 2006, 2007, 2009, 2013, 2015) |
| Північна Македонія | (дебют) |
| Португалія         | 7 (1994, 1996, 2002, 2004, 2006, 2007, 2015)                                                                    |
| Данія              | 6 (1978, 1986, 1992, 2006, 2011, 2015)                                                                          |
| Швеція             | 7 (1986, 1990, 1992, 1998, 2004, 2009, 2015)                                                                    |
| Німеччина          | 10 (19823, 19903, 1992, 1996, 1998, 2004, 2006, 2009, 2013, 2015)                                               |
| Словаччина         | 1 (2000) |
| Англія             | 13 (1978, 1980, 1982, 1984, 1986, 1988, 2000, 2002, 2007, 2009, 2011, 2013, 2015)                               |
| Сербія             | 9 (19784, 19804, 19844, 19904, 20045, 20065, 2007, 2009, 2015)                                                  |
| Іспанія            | 12 (1982, 1984, 1986, 1988, 1990, 1994, 1996, 1998, 2000, 2009, 2011, 2013)                                     |

1 Жирним зазначений чемпіон турніру. Курсивом зазначено господаря турніру.
2 Як Чехословаччина
3 Як ФРН
4 Як Югославія
5 Як Сербія та Чорногорія

## Міста та стадіони
14 липня 2015 року Польський футбольний союз визначив сім міст та арен, де пройдуть матчі чемпіонату-2017.
| Група B           | Група A                   | Група A           |
| ----------------- | ------------------------- | ----------------- |
| Гдиня             | Бидгощ                    | Люблін            |
| ГОСіР             | ім. Здзіслава Кшистковяка | Арена Люблін      |
| Місткість: 15,139 | Місткість: 20,247         | Місткість: 15,500 |
|                   |                           |                   |

| Група B           | Група C                    | Група C           | Кельці Тихи Гдиня Краків Люблін Бидгощ |
| Кельці            | Краків                     | Тихи              | Кельці Тихи Гдиня Краків Люблін Бидгощ |
| Міський стадіон   | Маршала Юзефа Пілсудського | Міський стадіон   | Кельці Тихи Гдиня Краків Люблін Бидгощ |
| Місткість: 15,500 | Місткість: 15,016          | Місткість: 15,300 | Кельці Тихи Гдиня Краків Люблін Бидгощ |
|                   |                            |                   | Кельці Тихи Гдиня Краків Люблін Бидгощ |

## Груповий етап

### Група A
| Команда      | І | В | Н | П | ЗМ | ПМ | РМ | О |
| ------------ | - | - | - | - | -- | -- | -- | - |
| 1 Англія     | 3 | 2 | 1 | 0 | 5  | 1  | +4 | 7 |
| 2 Словаччина | 3 | 2 | 0 | 1 | 6  | 3  | +3 | 6 |
| 3 Швеція     | 3 | 0 | 2 | 1 | 2  | 5  | −3 | 2 |
| 4 Польща     | 3 | 0 | 1 | 2 | 3  | 7  | −4 | 1 |

| 16 червня 2017 18:00 |

| Швеція | 0–0      | Англія |
| ------ | -------- | ------ |
|        | Протокол |        |

| Міський стадіон, Кельці Глядачів: 11,672 Арбітр: Тобіас Штілер (Німеччина) |

| 16 червня 2017 20:45 |

| Польща      | 1–2      | Словаччина               |
| ----------- | -------- | ------------------------ |
| Ліпський 1' | Протокол | Валіент 20' Шафранко 78' |

| Арена Люблін, Люблін Глядачів: 14,911 Арбітр: Сердар Гезюбююк (Нідерланди) |

| 19 червня 2017 18:00 |

| Словаччина | 1–2      | Англія                 |
| ---------- | -------- | ---------------------- |
| Хріен 23'  | Протокол | Моусон 50' Редмонд 61' |

| Міський стадіон, Кельці Глядачів: 12,087 Арбітр: Гедимінас Мажейка (Литва) |

| 19 червня 2017 20:45 |

| Польща                            | 2–2      | Швеція                         |
| --------------------------------- | -------- | ------------------------------ |
| Монета 6' Ковнацький 90+1' (пен.) | Протокол | Страндберг 36' Уне Ларссон 41' |

| Арена Люблін, Люблін Глядачів: 14,651 Арбітр: Славко Винчич (Словенія) |

| 22 червня 2017 20:45 |

| Англія                              | 3–0      | Польща |
| ----------------------------------- | -------- | ------ |
| Грей 6' Мерфі 69' Бейкер 82' (пен.) | Протокол |        |

| Міський стадіон, Кельці Глядачів: 13,176 Арбітр: Гаральд Лехнер (Австрія) |

| 22 червня 2017 20:45 |

| Словаччина                     | 3–0      | Швеція |
| ------------------------------ | -------- | ------ |
| Хріен 5' Міхалик 22' Шатка 73' | Протокол |        |

| Арена Люблін, Люблін Глядачів: 11,203 Арбітр: Хесус Хіль Мансано (Іспанія) |

### Група В
| Команда              | І | В | Н | П | ЗМ | ПМ | РМ | О |
| -------------------- | - | - | - | - | -- | -- | -- | - |
| 1 Іспанія            | 3 | 3 | 0 | 0 | 9  | 1  | +8 | 9 |
| 2 Португалія         | 3 | 2 | 0 | 1 | 7  | 5  | +2 | 6 |
| 3 Сербія             | 3 | 0 | 1 | 2 | 2  | 5  | −3 | 1 |
| 4 Північна Македонія | 3 | 0 | 1 | 2 | 4  | 11 | −7 | 1 |

| 17 червня 2017 18:00 |

| Португалія               | 2–0      | Сербія |
| ------------------------ | -------- | ------ |
| Гуедеш 37' Фернандеш 88' | Протокол |        |

| ім. Здзіслава Кшистковяка, Бидгощ Глядачів: 10,724 Арбітр: Бенуа Бастьєн (Франція) |

| 17 червня 2017 20:45 |

| Іспанія                                              | 5–0      | Північна Македонія |
| ---------------------------------------------------- | -------- | ------------------ |
| Ньїгес 10' Асенсіо 16', 54', 72' Деулофеу 35' (пен.) | Протокол |                    |

| ГОСіР, Гдиня Глядачів: 8,269 Арбітр: Гаральд Лехнер (Австрія) |

| 20 червня 2017 18:00 |

| Сербія                       | 2–2      | Північна Македонія          |
| ---------------------------- | -------- | --------------------------- |
| Гачинович 24' Джурджевич 90' | Протокол | Барді 64' (пен.) Горгев 83' |

| ім. Здзіслава Кшистковяка, Бидгощ Глядачів: 5,121 Арбітр: Боббі Медден (Шотландія) |

| 20 червня 2017 20:45 |

| Португалія | 1–3      | Іспанія                              |
| ---------- | -------- | ------------------------------------ |
| Брума 77'  | Протокол | Ньїгес 21' Рамірес 65' Вільямс 90+3' |

| ГОСіР, Гдиня Глядачів: 13,832 Арбітр: Тобіас Штілер (Німеччина) |

| 23 червня 2017 20:45 |

| Північна Македонія     | 2–4      | Португалія                               |
| ---------------------- | -------- | ---------------------------------------- |
| Барді 40' Маркоскі 80' | Протокол | Едгар Іє 2' Брума 22', 90+1' Поденсе 57' |

| ГОСіР, Гдиня Глядачів: 7,533 Арбітр: Іван Кружляк (Словаччина) |

| 23 червня 2017 20:45 |

| Сербія | 0–1      | Іспанія          |
| ------ | -------- | ---------------- |
|        | Протокол | Деніс Суарес 38' |

| ім. Здзіслава Кшистковяка, Бидгощ Глядачів: 12,058 Арбітр: Гедимінас Мажейка (Литва) |

### Група С
| Команда     | І | В | Н | П | ЗМ | ПМ | РМ | О |
| ----------- | - | - | - | - | -- | -- | -- | - |
| 1 Італія    | 3 | 2 | 0 | 1 | 4  | 3  | +1 | 6 |
| 2 Німеччина | 3 | 2 | 0 | 1 | 5  | 1  | +4 | 6 |
| 3 Данія     | 3 | 1 | 0 | 2 | 4  | 7  | −3 | 3 |
| 4 Чехія     | 3 | 1 | 0 | 2 | 5  | 7  | −2 | 3 |

| 18 червня 2017 18:00 |

| Німеччина           | 2–0      | Чехія |
| ------------------- | -------- | ----- |
| Маєр 44' Гнабрі 50' | Протокол |       |

| Міський, Тихи Глядачів: 14,051 Арбітр: Хесус Хіль Мансано (Іспанія) |

| 18 червня 2017 20:45 |

| Данія | 0–2      | Італія                     |
| ----- | -------- | -------------------------- |
|       | Протокол | Пеллегріні 54' Петанья 86' |

| Маршала Юзефа Пілсудського, Краків Глядачів: 8,754 Арбітр: Іван Кружляк (Словаччина) |

| 21 червня 2017 18:00 |

| Чехія                              | 3–1      | Італія      |
| ---------------------------------- | -------- | ----------- |
| Травнік 24' Гавлик 79' Люфтнер 85' | Протокол | Берарді 70' |

| Міський, Тихи Глядачів: 13,251 Арбітр: Бенуа Бастьєн (Франція) |

| 21 червня 2017 20:45 |

| Німеччина                      | 3–0      | Данія |
| ------------------------------ | -------- | ----- |
| Зельке 53' Кемпф 73' Амірі 79' | Протокол |       |

| Маршала Юзефа Пілсудського, Краків Глядачів: 9,298 Арбітр: Сердар Гезюбююк (Нідерланди) |

| 24 червня 2017 20:45 |

| Італія          | 1–0      | Німеччина |
| --------------- | -------- | --------- |
| Бернардескі 31' | Протокол |           |

| Маршала Юзефа Пілсудського, Краків Глядачів: 14,039 Арбітр: Славко Винчич (Словенія) |

| 24 червня 2017 20:45 |

| Чехія             | 2–4      | Данія                                            |
| ----------------- | -------- | ------------------------------------------------ |
| Шик 27' Хорий 54' | Протокол | Л. Андерсен 23' Зохоре 35', 73' Інгвартсен 90+1' |

| Міський, Тихи Глядачів: 9,047 Арбітр: Боббі Медден (Шотландія) |

### Збірні, що посіли друге місце
| Поз | Груп | Команда    | І | В | Н | П | ГЗ | ГП | РГ | О | Кваліфікація |
| --- | ---- | ---------- | - | - | - | - | -- | -- | -- | - | ------------ |
| 1   | C    | Німеччина  | 3 | 2 | 0 | 1 | 5  | 1  | +4 | 6 | плей-оф      |
| 2   | A    | Словаччина | 3 | 2 | 0 | 1 | 6  | 3  | +3 | 6 |              |
| 3   | B    | Португалія | 3 | 2 | 0 | 1 | 7  | 5  | +2 | 6 |              |

## Плей-оф
|  | Півфінали        | Півфінали |   |  | Фінал     | Фінал |  |
|  |                  |           |   |  |           |       |  |
|  | 27 червня        |           |   |  |           |       |  |
|  | Англія           | 2 (3)     |   |  |           |       |  |
|  | Німеччина (пен.) | 2 (4)     |   |  |           |       |  |
|  |                  |           |   |  |           |       |  |
|  |                  |           |   |  | 30 червня |       |  |
|  |                  |           |   |  | Німеччина | 1     |  |
|  |                  | Іспанія   | 0 |  |           |       |  |
|  |                  |           |   |  |           |       |  |
|  |                  |           |   |  |           |       |  |
|  |                  |           |   |  |           |       |  |
|  | 27 червня        |           |   |  |           |       |  |
|  | Іспанія          | 3         |   |  |           |       |  |
|  | Італія           | 1         |   |  |           |       |  |

### Півфінали
| 27 червня 2017 18:00 |

| Англія               | 2–2 (дч) | Німеччина             |
| -------------------- | -------- | --------------------- |
| Грей 41' Абрагам 50' | Протокол | Зельке 35' Платте 70' |

| Міський, Тихи Глядачів: 13,214 Арбітр: Гедимінас Мажейка (Литва) |

|                                                   |       | Пенальті                                   |  |
| Бейкер · Абрагам · Чілвелл · Ворд-Проуз · Редмонд | 3 – 4 | Арнольд · Гергардт · Філіпп · Маєр · Амірі |  |

| 27 червня 2017 21:00 |

| Іспанія              | 3–1      | Італія          |
| -------------------- | -------- | --------------- |
| Ньїгес 53', 65', 74' | Протокол | Бернардескі 62' |

| Маршала Юзефа Пілсудського, Краків Глядачів: 15,000 Арбітр: Славко Винчич (Словенія) |

### Фінал
| 30 червня 2017 20:45 |

| Німеччина  | 1–0      | Іспанія |
| ---------- | -------- | ------- |
| Вайзер 40' | Протокол |         |

| Маршала Юзефа Пілсудського, Краків Глядачів: 14,059 Арбітр: Бенуа Бастьєн (Франція) |

| Чемпіон Європи 2017 |
| ------------------- |
| Німеччина 2-й титул |

## Спонсори турніру
| Спонсори |                                                             |
| --- | ----------------------------------------------------------- |
| \| - Adidas[2] - Carlsberg[3] - Cinkciarz[4] - Coca-Cola[5] - Continental[6] \| - Hisense[7] - Hyundai[8] - McDonald's[9] - SOCAR[10] - Turkish Airlines[11] \| |                                                             |
| - Adidas - Carlsberg - Cinkciarz - Coca-Cola - Continental | - Hisense - Hyundai - McDonald's - SOCAR - Turkish Airlines |